# Майське (Корюківський район)
Ма́йське — село в Україні, у Менській міській громаді Корюківського району Чернігівської області. Населення становить 191 особи.

## Історія
Село засноване 1924 року. На мапі 1941 року позначене як Ліски, 220 дворів.
До 2016 року орган місцевого самоврядування — Лісківська сільська рада.
12 червня 2020 року, відповідно до розпорядження Кабінету Міністрів України № 730-р «Про визначення адміністративних центрів та затвердження територій територіальних громад Чернігівської області», село увійшло до складу Менської міської громади.
19 липня 2020 року, в результаті адміністративно-територіальної реформи та ліквідації Менського району, село увійшло до складу Корюківського району.
22 червня 2023 року рішенням Національної комісії зі стандартів державної мови віднесено до списку населених пунктів, які можуть не відповідати лексичним нормам української мови, зокрема стосуватися російської імперської політики (російської колоніальної політики). Громаді рекомендовано обґрунтувати доцільність збереження поточної назви або запропонувати нову назву в установленому законодавством порядку.